# Свети Георги (Буховци)
Вижте пояснителната страница за други значения на Свети Георги.
„Свети Георги“ е православна църква в село Буховци. Тя е част от Търговищка духовна околия, Варненска и Великопреславска епархия на Българската православна църква. Храмът е действащ само на големи религиозни празници.

## История
Църквата е построена през 1900 година.